# マツダ・13A型エンジン
マツダ・13A型エンジンは、東洋工業（現在のマツダ）が開発および製造していた水冷直列2ローターのロータリーガソリンエンジンである。ルーチェロータリークーペ（輸出名R130）専用エンジンであり、2ローター、総排気量1,310 ㏄で、燃料供給にキャブレターを採用、縦置きマウントのFF車用に開発された。「13A」の名称は、1300 ccクラスで最初に開発された事に由来する。

## 開発経緯
この「13A」型は、1967年（昭和42年）の第14回東京モーターショーに合わせて、研究開発が進められた。市販を前提としたプロトタイプ「RX87」が第14回東京モーターショーに出品された。これは、初代ルーチェをベースとした車輌であるが、スタイリングが似ているだけで機構的な共通点は全くない。「13A」型はフロントエンジン・前輪駆動（FF）車に搭載されるために10Aに比べハウジング幅が同じ幅で、偏心量と創成半径が拡大された仕様であった。

## 市販車としての商業的失敗
ルーチェロータリークーペの専用エンジンとして世に出た「13A」型であるが、FF車特有の問題点が浮き彫りとなった。特に前輪軸重過多による（いわゆるフロントヘビー）アンダーステア等のハンドリング性能に悪影響が出てしまった。エンジン本体にも様々な問題が発生し、冷却系の設計が不十分であったためオーバーヒートを招いた。
元々車体価格が高額な上に車体およびエンジンの信頼性が低い問題が重なり、これ等の要因から商品性を欠いてしまい販売が伸びず生産が打ち切られた。販売された総生産台数が976台であったが、1969年10月～1970年6月の製造期間に対し、売れ残りの在庫車整理で販売期間が1972年まで行われた。ちなみにFF車専用で開発されたMAZDAのロータリーエンジンは、この「13A」型のみである。横置き搭載のエンジンは、試作型も含め一度も登場していない。